# Slout, Hluhiv
Slout (în ucraineană Слоут) este localitatea de reședință a comunei Slout din raionul Hluhiv, regiunea Sumî, Ucraina.

## Demografie
Componența lingvistică a localității Slout
     Ucraineană (97,3%)
     Rusă (2,47%)
     Alte limbi (0,23%)
Conform recensământului din 2001, majoritatea populației localității Slout era vorbitoare de ucraineană (97,3%), existând în minoritate și vorbitori de rusă (2,47%).